# Okresní soud v Karviné
Okresní soud v Karviné je okresní soud se sídlem v Karviné, který má už od roku 1992 zřízenou pobočku v Havířově. Jeho odvolacím soudem je Krajský soud v Ostravě. Rozhoduje jako soud prvního stupně ve všech trestních a civilních věcech, ledaže jde o specializovanou agendu (nejzávažnější trestné činy, insolvenční řízení, spory ve věcech obchodních korporací, hospodářské soutěže, duševního vlastnictví apod.), která je svěřena krajskému soudu.
Soud se nachází spolu s Okresním státním zastupitelstvím v Karviné v nové budově v Karviné v parku Bedřicha Smetany, pobočka soudu také spolu s pobočkou tohoto okresního státního zastupitelství v nové budově na Dlouhé třídě v Havířově. Vedením pobočky v Havířově je pověřena místopředsedkyně Mgr. Ivana Váňová.

## Soudní obvod

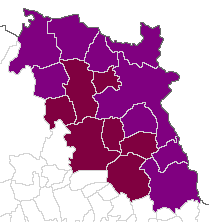
Mapka soudního obvodu

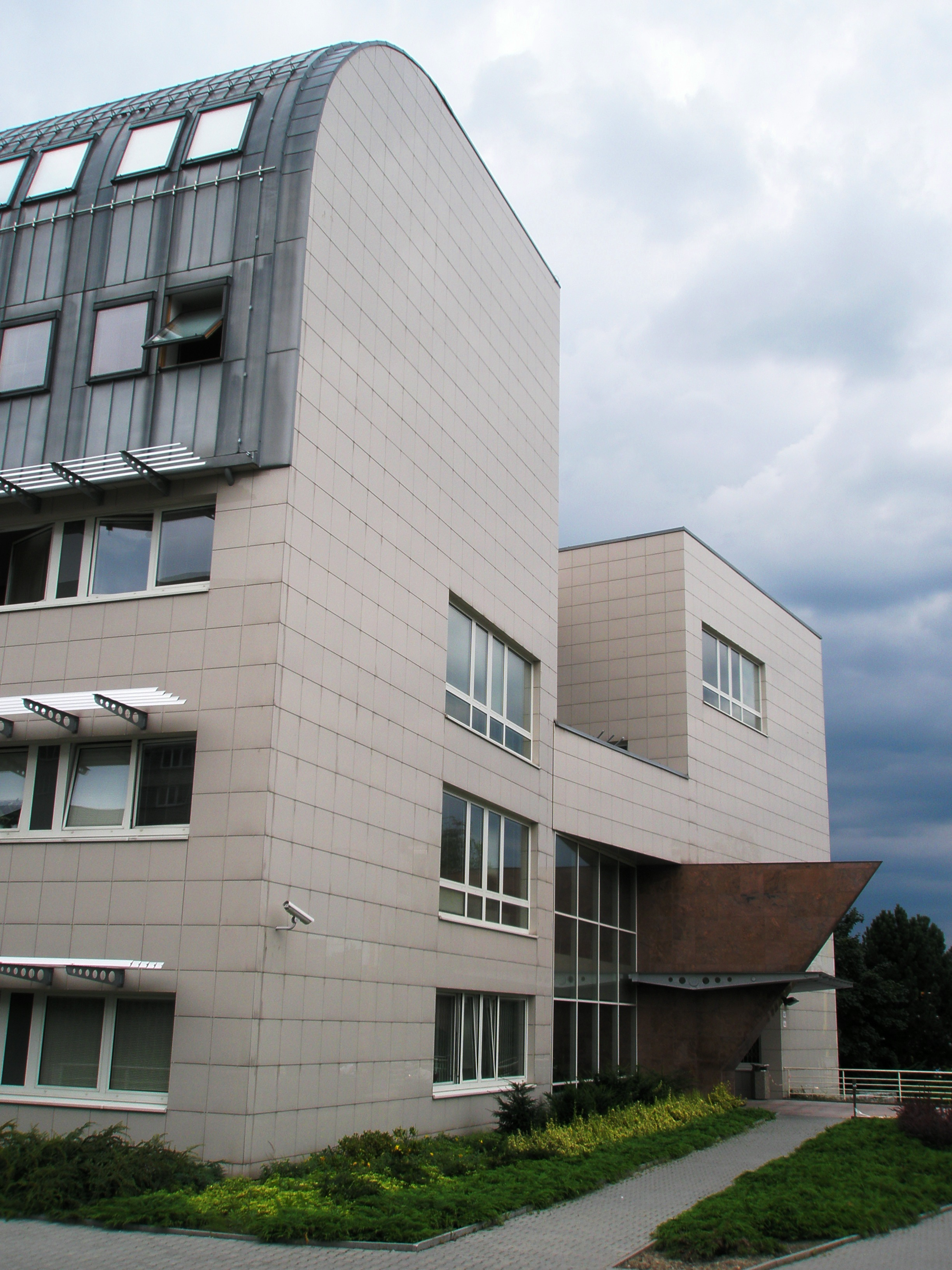
Budova pobočky v Havířově

Do obvodu Okresního soudu v Karviné patří území obcí:
Bohumín •
Český Těšín •
Dětmarovice •
Dolní Lutyně •
Chotěbuz •
Karviná •
Petrovice u Karviné •
Rychvald •
Stonava
Do obvodu pobočky v Havířově patří území obcí:
Albrechtice •
Doubrava •
Havířov •
Horní Suchá •
Orlová •
Petřvald •
Těrlicko

## Historie
Okresnímu soudu v Karviné předcházel Okresní soud ve Fryštátě.
V období normalizace proběhly na soudě politické procesy s aktivisty protestantských církví (např. Rudolfem Bubikem).

### Předsedové soudu
- Ludmila Pekařová
- Roman Raab (zastupující předseda)
- Jan Chowaniec
- Pavlína Jurášková

### Významní soudci
- JUDr. Vlastimil Ševčík (1927–2002), u OS Karviná působil do března 1954; pozdější soudce Ústavního soudu
- JUDr. Petr Gemmel (* 1964), u OS Karviná působil v letech 1989–1998; od roku 2003 soudce Nejvyššího soudu